# Goniopteris × tabaquitensis
Goniopteris × tabaquitensis là một loài dương xỉ trong họ Thelypteridaceae. Loài này được Jermy & T.G.Walker mô tả khoa học đầu tiên năm 1985.
Danh pháp khoa học của loài này chưa được làm sáng tỏ. 